# Ulica Bernardyńska w Bydgoszczy

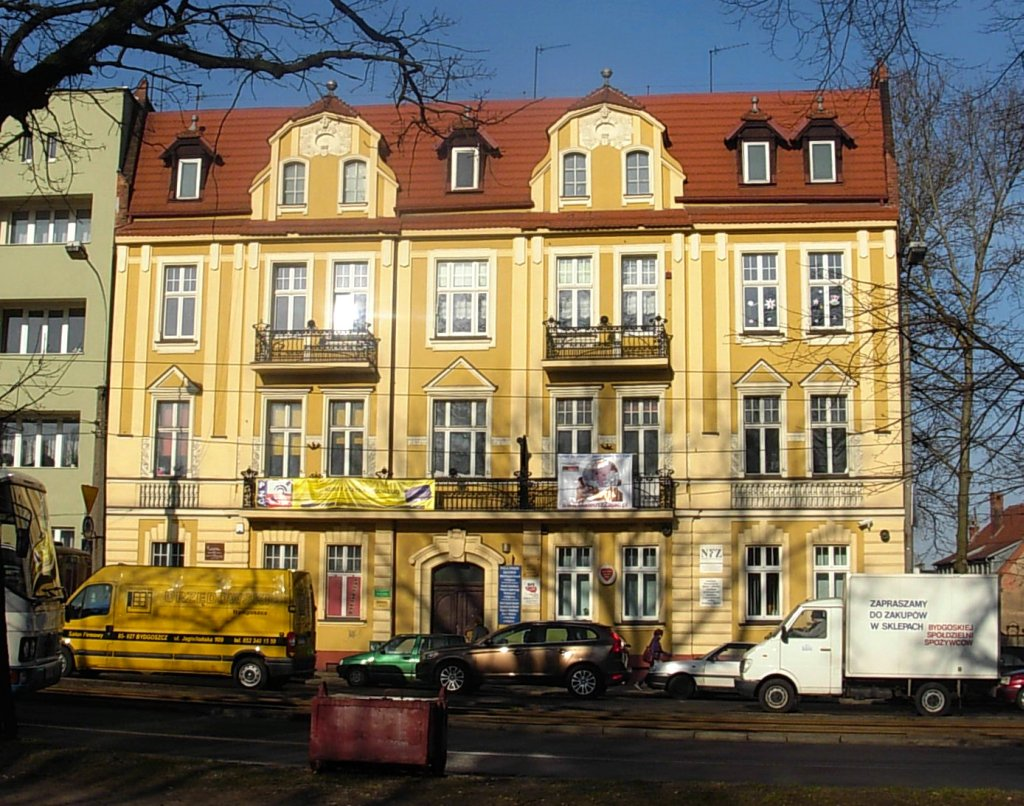
Kamienica przy ulicy Bernardyńskiej

Ulica Bernardyńska w Bydgoszczy – ulica na wschodnim obrzeżu Starego Miasta w Bydgoszczy.

## Lokalizacja
Ulica znajduje się we wschodniej części Starego Miasta. Rozciąga się na kierunku północ-południe, od Ronda Jagiellonów, poprzez most nad Brdą do Ronda Bernardyńskiego. Jej długość wynosi ok. 450 m. W ciągu ulicy znajduje się torowisko tramwajowe, użytkowane przez linie nr 2, 6, 9 i 11.

## Nazwy
Ulica w przekroju historycznym posiadała następujące nazwy:
- 1870–1920 – Kaiserstraße [Cesarska]
- 1920–1939 – Bernardyńska
- 1939–1945 – Kaiserstraße [Cesarska]
- 1945–1949 – Bernardyńska
- 1950–1956 – Juliana Marchlewskiego
- od 1956 – Bernardyńska

Ulica zawdzięcza swą nazwę pobliskiemu klasztorowi, w którym zamieszkiwali bernardyni od 1480 do 1829 r.
Natomiast niemiecka nazwa nawiązuje do cesarza niemieckiego i króla Prus Wilhelma I.

## Historia

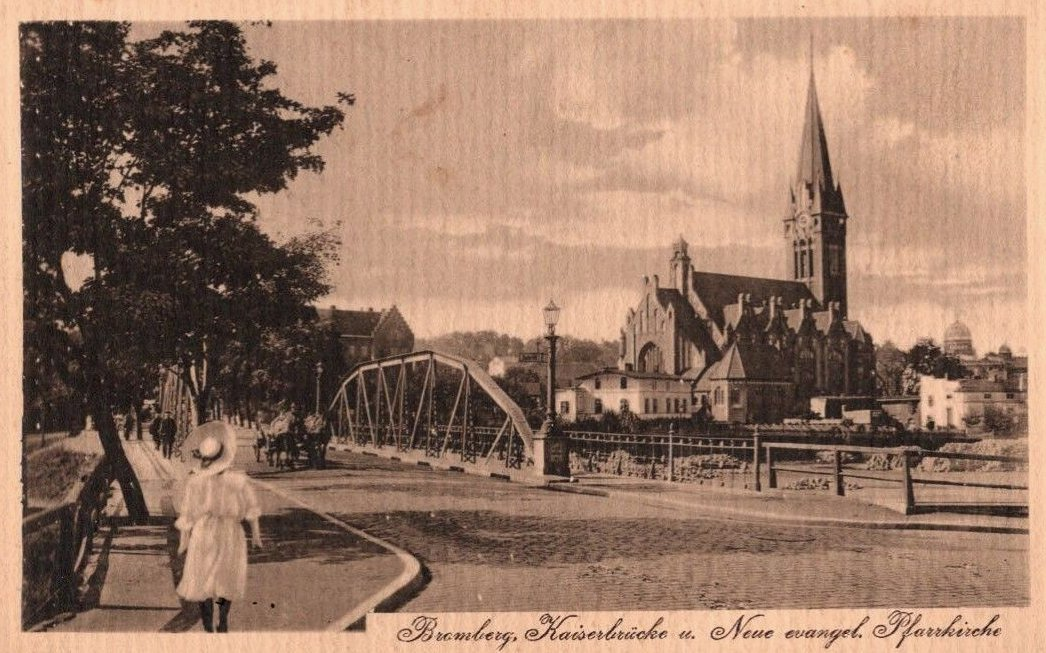
Ulica na początku XX wieku

Projekt nowej drogi łączącej rozbudowujące się przedmieścia na obwodzie Starego Miasta pochodzi z połowy XIX wieku. Budowa pierwszej linii kolejowej przechodzącej przez Bydgoszcz w 1851 r. oraz dworca kolejowego na Bocianowie w północno-zachodniej części miasta sprawiła, że pojawiła się konieczność budowy nowej drogi z mostem przez Brdę, odciążającej ulicę Mostową i most Gdański. Lokalizacja trasy została wybrana na wschodnim obrzeżu Starego Miasta z uwagi na konieczność skomunikowania przedmieścia Grodztwo, od lat 30. XIX w. przekształcającego się w nowe centrum oświatowo-administracyjne Bydgoszczy.  
7 grudnia 1855 r. magistrat złożył wniosek o budowę nowej ulicy łączącej przedmieście Toruńskie z Grodztwem w rejonie byłego klasztoru Bernardynów. 
Liczne trudności urzędowe, finansowe, a także związane z uzgodnieniami dotyczącymi przebiegu ulicy i wykupów terenu sprawiły, że budowa doszła do skutku dopiero 20 lat później – w 1875 r. Problemy sprawiły zwłaszcza protesty mieszkańców gminy podmiejskiej Grodztwo, obawiających się wykupów terenu. W związku z tym rozpatrywano cztery warianty trasy. Pierwotnie trasa miała przechodzić na przedłużeniu ul. 3 Maja, przed frontem Seminarium Nauczycielskiego. Mieszkańcy przedstawili wariant wschodni, w którym nowa trasa miała  łączyć ulice: Babia Wieś i Uroczą. Z kolei na zebraniu władz z mieszkańcami w 1861 r. wybrano wariant zachodni, łączący ulice: Kujawską i Jagiellońską, omijający od zachodu kościół św. Idziego. Dyskusja na temat lokalizacji trasy toczyła się do 1863 r., kiedy to po przedstawieniu kosztorysów trzech wariantów tras wybrano ostatecznie wariant zachodni, jako odpowiadającej najbardziej interesom miasta pod względem komunikacyjnym i ekonomicznym, mimo że nie był to wariant najtańszy. 
Kolejnym problemem do pokonania było pokrycie kosztów mostu przez Brdę, który był kluczowym elementem trasy. Pruski minister handlu i przemysłu uwarunkował zatwierdzenie projektu od zrealizowania mostu o konstrukcji jednoprzęsłowej z uwagi na sprawność i bezpieczeństwo żeglugi na Brdzie. Impas został przełamany dopiero w 1866 r. po uzyskaniu od rządu pruskiego przyrzeczenia dofinansowania w wysokości 60 tysięcy talarów, wynikającej z różnicy kosztów budowy mostu jednoprzęsłowego i dwuprzęsłowego. 
Prace budowlane rozpoczęła w 1867 r. bydgoska fabryka maszyn „Bracia Adolf i Teodor Wulff", która wykonała stalową konstrukcję nośną mostu. Montaż konstrukcji wykonano 15 maja 1870 r., a definitywne zakończenie robót drogowych na ulicy Bernardyńskiej nastąpiło w 1872 r. Nową ulicę nazwano Cesarską (niem. Kaiserstraße) na cześć Wilhelma I, w tym czasie ogłoszonego cesarzem niemieckim.
W 1879 r. rozebrano sąsiadujący z ulicą, najstarszy w Bydgoszczy kościół św. Idziego, pochodzący z przedlokacyjnego okresu historii miasta.
W 1939 r. i ponownie w 1945 r. został zniszczony most Bernardyński. Odbudowano go w 1963 r. w formie żelbetowej konstrukcji sprężonej. Ulicę poszerzono wówczas do dwóch jezdni, a pośrodku wprowadzono torowisko tramwajowe. 
W 2005 powstał projekt przebudowy Ronda Bernardyńskiego i wydłużenia trasy tramwaju wzdłuż ul. Kujawskiej. Do prac drogowych przystąpiono w końcu 2018. W wyniku prowadzonych prac, w latach 2019-2020 podniesiono niweletę torowiska tramwajowego między mostem na Brdzie a Zbożowym Rynkiem. Po zakończeniu inwestycji przy ulicy posadzono 50 klonów, platanów i kasztanowców.

## Obciążenie ruchem
Ulica Bernardyńska należy do obiektów bardzo obciążonych ruchem drogowym w Bydgoszczy. Pomiar ruchu w 2006 r. wykazał, że w szczycie komunikacyjnym przejeżdża przezeń ok. 2000 pojazdów na godzinę. Na jezdni zachodniej często tworzą się zatory pojazdów, co jest związane z ograniczoną przepustowością ronda Bernardyńskiego.  

## Komunikacja
- Linie tramwajowe: 2, 6, 9 i 11
- Linie autobusowe: 51, 52, 55, 58, 59, 60, 64, 80, 31N-36N (wszystkie linie nocne)

## Niektóre obiekty przy ulicy Bernardyńskiej
| Adres                             | Lata budowy | Styl arch.                        | Wpisany do rej. zabytków | Uwagi | Zdjęcie |
| --------------------------------- | ----------- | --------------------------------- | ------------------------ | --- | ------- |
| Bernardyńska 2                    | 1552–1557   | gotyk                             | T                        | Pierwotnie kościół konwentualny bernardynów (1552–1830), od 1866 r. kościół garnizonowy symultaniczny (ewangelicy i katolicy), od 1920 r. kościół garnizonowy wojska polskiego (katolicy). Prymas Polski Stefan Wyszyński zmienił wezwanie kościoła 4 stycznia 1971 r. ze św. Jerzego na Najświętszej Maryi Panny Królowej Pokoju. Ponowna konsekracja kościoła miała miejsce 31 maja 1971 r. |         |
| Bernardyńska 6                    | 1867–1872   | historyzm (neoromanizm, neogotyk) | T                        | W latach 1872–1920 Ewangelickie Seminarium Nauczycielskie, od 1923 r. Państwowa Szkoła Rolnicza, po 1945 r. siedziba Urzędu Pracy, a następnie Technikum Rolniczego i filia poznańskiej Wyższej Szkoły Rolniczej, od 1974 r. siedziba Wydziału Rolnictwa i Biotechnologii Uniwersytetu Technologiczno-Przyrodniczego im. Jana i Jędrzeja Śniadeckich. |         |
| Bernardyńska-Św. Floriana 6a      | 1914        | historyzm                         | T                        | Budynek wzniesiony według projektu arch. Theodora Patzwalda dla niemieckiego Klubu Wioślarskiego „Frithjof”, założonego w 1894 r. Od 1923 r. do 1945 r. służył połączonym z RC „Frithjof” niemieckim towarzystwom wioślarskim. Po II wojnie światowej przejęło go Bydgoskie Towarzystwo Wioślarskie. W 1996 r. obiekt został sprzedany przez władze miasta Bydgoszczy spółce „Shanghai Olym-Polska”, która zorganizowała w nim ośrodek hotelowo-gastronomiczny dla Chińczyków podróżujących po Europie i po Polsce. Obecnie (2019) w budynku znajduje się ośrodek hotelowo-gastronomiczny „Zatoka”. |         |
| Bernardyńska-Plac Kościeleckich 8 | 1890–1892   | neogotyk                          | T                        | Budynek wzniesiony według projektu miejskiego radcy budowlanego Carla Meyera. Do 1920 r. żeńska szkoła ludowa (niem. Erste Mädchen von Volkschule), od 1921 r. Polska Szkoła Powszechna im. Księdza Piramowicza, po 1945 r. szkoła podstawowa nr 8 im. Tadeusza Kościuszki, od 2007 r. mieści się w nim Muzeum Wolności i Solidarności w Bydgoszczy, od 2010 r. w gestii Uniwersytetu Kazimierza Wielkiego. |         |
| Bernardyńska-Grodzka 36           | 2010        | funkcjonalizm                     | N                        | Czterogwiazdkowy hotel Holiday Inn w Bydgoszczy (138 pokoi). |         |
| Bernardyńska 13                   | 1964        | funkcjonalizm                     | N                        | Od połowy 2022 roku hotel to dawny biurowiec bydgoskiego przedsiębiorstwa budowlanego Projprzem wzniesiony według projektu arch. Witolda Jańczaka na rogu z ulicy Stary Port, nad rzeką Brdą. W 2004 roku został gruntownie zmodernizowany. Przedsiębiorstwo Projprzem wywodzi się z założonego w 1948 roku biura inżynierskiego, w 1990 roku przekształcone w spółkę akcyjną, a w 1999 roku notowane na Giełdzie Papierów Wartościowych w Warszawie. W l. 2019–2021 przebudowano budynek w trzygwiazdkowy hotel sieci Focus z 85 pokojami, 4 salami konferencyjnymi i podziemnym parkingiem, przy czym gmach utrzymał ascetyczną formę graniastosłupa; błękitno-szara elewacja została przeszklona, a najniższe kondygnacje pokryto kamienną lub ceramiczną okładziną z cegły nawiązującą do sąsiedniej zabudowy ulicy i tak zwanych Nowych Spichrzy. |         |
| Bernardyńska 15                   | 1955–1957   | funkcjonalizm                     | N                        | Budynek Centralnego Ośrodka Obliczeniowego Poczty Polskiej w Bydgoszczy. Wzniesiono go w latach 1955–1957, a gruntownie zmodernizowano w latach 1994–1995. Początkiem tej instytucji w Bydgoszczy była zlokalizowana w 1920 r. z powodu wojny polsko-bolszewickiej Izba Obrachunkowa Poczty Polskiej (Izba Kontroli Rachunkowej Poczt i Telegrafów), obejmująca swoim zasięgiem działania cały kraj. W 1935 r. nazwę jednostki zmieniono na Izba Kontroli Rachunkowej Poczty i Telekomunikacji, a w 1951 r. na Centralne Biuro Rozrachunkowe Poczt i Telegrafów. Po restrukturyzacji Poczty Polskiej w 1991 r. COR w Bydgoszczy jest jednostką organizacyjną tego przedsiębiorstwa. 20 grudnia 2021 na budynku odsłonięto tablicę upamiętniającą 100-lecie ośrodka.                                                                                    |         |
| św. Floriana 3/ Bernardyńska      | 1910        | modernizm posecesyjny             | N                        | Kamienica trójkondygnacyjna, o skromnym wystroju architektonicznym. Budynek z cegły, tynkowany, o dwuspadowym dachu. Od 2018, po renowacji, elewacja w kolorze beżu z białymi elementami. Remont objął również stolarkę okienną i czerwony dach. Obiekt ujęty w gminnej ewidencji zabytków |         |